# Sunk Pöschl
Sunk Pöschl (* 1955 in München) ist ein deutscher Jazz- und Improvisationsmusiker (Schlagzeug).

## Werdegang
Pöschl erhielt zunächst Unterricht an der Jazzschool München. Von 1977 bis 1979 studierte er klassisches Schlagwerk in München. Dreimal war er Finalist beim Nachwuchswettbewerb der Deutschen Phonoakademie mit den folgenden Bands: EMPS-Trio (mit Max Neissendorfer, Peter Christl; 1978), New Trace Jazz Quartett (mit Frank Loef, Peter Tuscher, Mario Castronari; 1979) und dem Paul Grabowsky Trio (mit Rocky Knauer; 1981). Daneben spielte er mit Frank St. Peter/Ken Rhodes, Wolfgang Dauner, Roman Schwaller, Leszek Zadlo und in einem gemeinsam mit Heiri Känzig betriebenen Trio. Sowohl mit Grabowsky als auch mit dem Trio von Dave Burrell (mit Leonard Jones) war er europaweit auf Tournee.
Seit 1985 hat Pöschl auch aufgenommen oder gespielt mit dem Art Lande-Paolo Fresu Quartett, Thomas Reimer, Larry Porter, Allan Praskin, Tony Lakatos, Bob Dorough, Peggy Stern und Wolfgang Engstfeld. 1986 kam es erstmals zur Zusammenarbeit mit dem Pianisten Andy Lutter, die sich nicht nur auf dessen Andy Lutter Trio (mit Peter Bockius oder Henning Sieverts) erstreckte, sondern auch auf die Gruppen Balance (mit Tina May, Don Weller, Josh Roseman) und Four Stressmen. 
Ab dem Jahr 2000 gehörte er zum Djaosch Macholi Orchester und zum Sextett von Wanja Slavin, ab 2005 arbeitete er im Trio von Leonid Chizhik und im ICI Ensemble, mit dem es zu Aufnahmen mit Barry Guy, Olga Neuwirth, William Parker und Peter Brötzmann kam.

## Diskographische Hinweise
- Paul Grabowsky, Peter Bockius, Sunk Pöschl The Zurich Session (1988)
- Ein Gschlößl Pöschl Mit Cavenati Bitte! (2016)